# ام‌وی المزان
ام‌وی المزان (به انگلیسی: MV Almezaan) یک کشتی است که طول آن 89 meters می‌باشد. این کشتی در سال ۱۹۷۹ ساخته شد.